# Listă a statelor federale ale Braziliei
Prezenta pagină este de fapt o listă care prezintă toate statele federale ale Republicii federative a Braziliei, aranjate atăt alfabetic cât și administrativ. 

Diviziunile politice ale Braziliei

## Harta politică a Braziliei
Brazilia este o republică federală constituită din 26 de state federale (estados) și 1 district federal (distrito federal), fiind astfel alcătuită din 27 de unități ale federației. 
| 1. Acre 2. Alagoas 3. Amapá 4. Amazonas 5. Bahia 6. Ceará 7. Espírito Santo 8. Goiás 9. Maranhão 10. Mato Grosso 11. Mato Grosso do Sul 12. Minas Gerais 13. Pará 14. Paraíba | 1. Paraná 2. Pernambuco 3. Piauí 4. Rio de Janeiro 5. Rio Grande do Norte 6. Rio Grande do Sul 7. Rondônia 8. Roraima 9. Santa Catarina 10. São Paulo 11. Sergipe 12. Tocantins 13. Distrito Federal (Brasília) |

Modelul organizării Braziliei ca republică federală este cel al Statelor Unite ale Americii, deși în realitate statele federației braziliene au mult mai puțină putere efectivă, executivă, legislativă și juridică decât cele 50 de state similare lor, membre ale Uniunii nord-americane.  Oricum, este demn de menționat autonomia statelor Braziliei în domeniul guvernării locale, emiterii de legi locale, securitate publică și taxare. 
Fiecare stat este subîmpărțit în municipalități (municípios), care prezintă un consiliu legislativ (câmara de vereadores) și un prefect (prefeito).  O municipalitate poate include alte orașe sau localități, denumite districte (distritos) în afara celui care este sediul municipalității.  Acestea nu au un guvern local separat. 
Puterea judiciară este organizată la nivel de stat și la nivel federal prin desemnarea unor entități districtuale numite comarcas.  O singură comarca poate cuprinde mai multe municipalități.

## Aranjare alfabetică a entităților politice ale Braziliei
Este de remarcat că fiecăruia din cele 26 de state, precum și districtului federal, le corespund câte o abreviere curentă de două majuscule.  Aceste majuscule sunt obiect al procesului de dezambiguizare. 
| - Acre (AC) - Alagoas (AL) - Amapá (AP) - Amazonas (AM) - Bahia (BA) - Ceará (CE) - Distrito Federal - Brasília (DF) - Espírito Santo (ES) - Goiás (GO) | - Maranhão (MA) - Mato Grosso (MS) - Mato Grosso do Sul (MT) - Minas Gerais (MG) - Pará (PA) - Paraíba (PB) - Paraná (PR) - Pernambuco (PE) - Piauí (PI) | - Rio de Janeiro (RJ) - Rio Grande do Norte (RN) - Rio Grande do Sul (RS) - Rondônia (RO) - Roraima (RR) - Santa Catarina (SC) - São Paulo (SP) - Sergipe (SE) - Tocantins (TO) |  |